# Trichogaster
Trichogaster é um gênero de peixes de água doce, da família Osphronemidae. São peixes que possuem a capacidade de respirar também ar atmosférico, e não apenas  água como a maioria dos peixes, graças à um órgão chamado labirinto, que permite essa troca gasosa e está presente na maioria dos Anabantídeos. São peixes ovais e alongados, que possuem as nadadeiras ventrais modificadas em dois "barbilhões" de função tátil e gustativa, de forma convergente aos bigodes dos Silúridas (bagres).
São peixes muito populares na Aquariofilia.

## Espécies
- Trichogaster trichopterus (Pallas, 1770)
- Trichogaster pectoralis (Regan, 1910)
- Trichogaster leeri (Bleeker, 1852)
- Trichogaster microlepis (Günther, 1861)